# Брандт, Билл
Билл Брандт (англ. Bill Brandt; 1904—1983) — английский фотограф, один из наиболее выдающихся мастеров фотографии XX в. Уделял особое внимание к социальным проблемам, мастер документальной фотографии. Сюжеты многих работ Брандта — жизнь англичан и пейзаж в окрестностях его родного Лондона. Среди его наиболее известных произведений есть также портреты и обнаженная натура.

## Биография
Брандт родился 2 мая 1904 в Лондоне. Из-за слабого здоровья был вынужден почти все детство провести в Германии и Швейцарии. В 1929 он приехал в Париж и стал помощником американского сюрреалиста, художника и фотографа Мана Рэя. Под влиянием сюрреалистических фильмов и работ Эжена Атже, Андре Кертеса и Брассаи он решил стать фотографом. После возвращения в Лондон в 1931, отчасти подражая обширному циклу Атже о Франции, Брандт начал делать документальные снимки, повествующие о всех сферах жизни англичан. Около 63 фотографий Брандта было опубликовано в журналах «Инглиш эт хоум» (1936), «Уикли иллюстрейтед» и «Пикчер пост». За ними последовали и другие работы. В серии «Ночь в Лондоне» (1938), которая по теме и стилю очень близка альбому Брассаи «Ночной Париж» (1933), раскрывается все разнообразие способов времяпрепровождения в городе после наступления темноты, от вполне невинных до преступных. В цикле «Литературная Британия» (1951) запечатлены места, связанные с жизнью и творчеством великих английских писателей.
В 1945 Брандт купил подержанный аппарат с широкоугольным объективом и малой светосилой и начал экспериментировать, снимая интерьеры и обнаженные фигуры. В новых работах пространство и тела искажались, приобретая необычные формы, иногда напоминающие сюрреалистические фотографии Андре Кертеса 1930-х годов, на которых изображения обнаженных фигур искажены кривыми зеркалами. Серия таких фотографий Брандта была опубликована в альбоме «Перспектива обнаженных» (1961), а также в монографии «Тень света» (1966, 2-е изд. 1976).
Умер Брандт в Лондоне 20 декабря 1983.

## Выставки
- 2004: Bill Brandt: A Centenary Retrospective, 24 March — 25 July 2004, Victoria & Albert Museum, London. «A selection of rare and famous prints from the Brandt archive».[7][8]
- 2013: Shadow and Light, Museum of Modern Art, New York. Curated by Sarah Hermanson Meister.[9][10]
- 2013: Bill Brandt, Early Prints from the Collection of the Family @Edwynn Houk, Edwynn Houk Gallery, New York. «A selection of rare and famous prints from the Brandt archive».[11]

## Признание
В 2010 году в Лондоне на 4 Airlie Gardens, Kensington, W8 была установлена синяя доска наследия.